# Blaise Cendrars

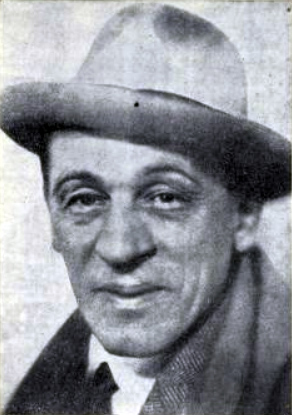
Blaise Cendrars omstreeks 1931

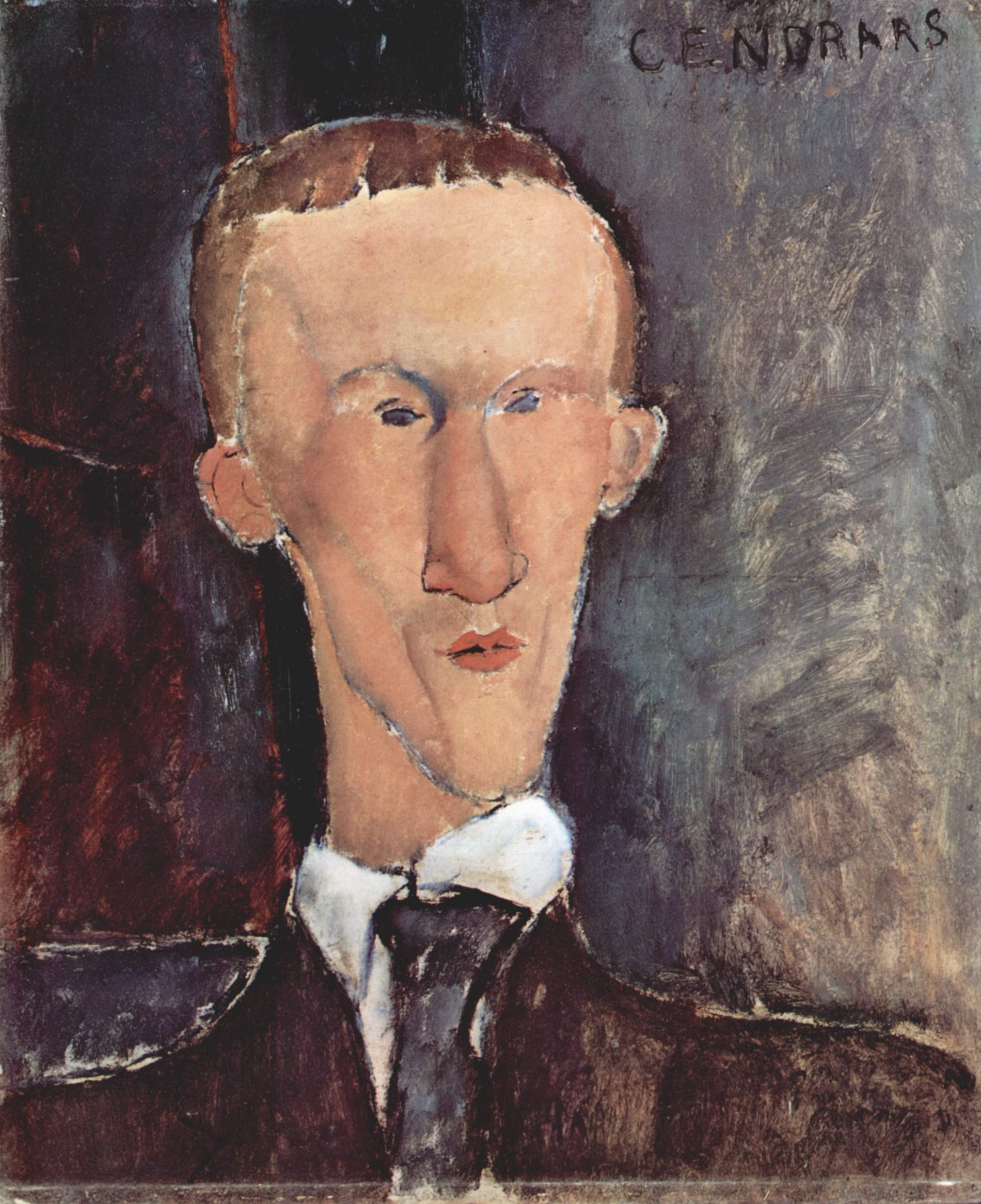
Amedeo Modigliani. Portret van Blaise Cendrars. 1917. Olieverf op doek. 61 × 50 cm. Rome, verblijfplaats onbekend.

Blaise Cendrars, pseudoniem van Frédéric Louis Sauser (La Chaux-de-Fonds, Zwitserland, 1 september 1887 – Parijs 21 januari 1961) was een Zwitsers-Frans schrijver en dichter.
Sauser verliet op 15-jarige leeftijd zijn ouderlijk huis om voor een juwelenhandelaar te gaan werken, waardoor hij het grootste deel van zijn leven op reis was. Hij bezocht onder andere China, Mongolië, Iran, de Kaukasus en Rusland. Ook beoefende hij verschillende beroepen tot hij medicijnen en filosofie in Bern ging studeren.
In 1910 verhuisde hij naar Parijs, waar hij de dichter Guillaume Apollinaire ontmoette. Onder invloed van Apollinaire en met zijn wereldreizen als inspiratiebron ontwikkelde Sauser een geheel eigen schrijfstijl. Een goed voorbeeld hiervan is zijn in 1913 gepubliceerde lange gedicht Prose du Transsibérien et de la petite Jeanne de France, waarin hij zijn wereldreis beschrijft. 
Zijn carrière als schrijver werd echter abrupt onderbroken door de Eerste Wereldoorlog, waarin hij aan de zijde van het Frans Vreemdelingenlegioen vocht. Van midden december 1914 tot februari 1915 vocht hij in de Somme. Zijn ervaringen daar beschreef hij in zijn beroemde boek La main coupée (De afgehakte hand) en J'ai tué (Ik heb gedood). In het bloedige offensief in Champagne in september 1915 verloor hij namelijk zijn rechterarm, waardoor hij uit het leger ontslagen werd. In 1916 werd hij genaturaliseerd tot Fransman.

## Gedichten
- Les Paques à New York. 1912.
- La Prose du Transsibérien et la petite Jeanne de France. 1913.
- Le Panama ou Les Aventures de Mes Sept Oncles. 1918.
- La tête (opgedragen aan Alexandre Archipenko). Gepubliceerd in De Stijl, 1e jaargang, nummer 10 (augustus 1918): p. 124. Zie Digital Dada Library.

## Nederlandse vertalingen
- 1913 Prose du Transsibérien et de la petite Jeanne de France. Nederlandse vertaling: Proza van de Transsiberische Spoorlijn en van de kleine Jeanne van Frankrijk. Vertaald door Ieme van der Poel. Kwadraat, Vianen, 1983. ISBN 9789064810244
- 1918 Le Panama ou les aventures de mes sept oncles. Nederlandse vertaling: Panama, of de avonturen van mijn zeven ooms. Vertaald door Willem Desmense. IJzer, Utrecht, 1999. ISBN 9789074328296
- 1918 J'ai tué. Nederlandse vertaling: Ik heb gedood. Vertaald door Mirjam de Veth. Vleugels, Amsterdam, 2016. ISBN 9789078627180
- 1925 L'Or. La Merveilleuse Histoire du général Johann August Suter. Nederlandse vertaling: Het goud. Agathon, Bussum, 1982. ISBN 9789026957529
- 1926 Moravagine. Nederlandse vertaling: Moravagine. Vertaald door Z. Pennings. Voltaire, Den Bosch, 2005. ISBN 9789058480552
- 1945 L’homme foudroyé. Nederlandse vertaling: Door de bliksem getroffen. Vertaald door Zsuzsó Pennings. Voltaire, Den Bosch, 2010. ISBN 9789058480866
- 1946 La main coupée. Nederlandse vertaling: De afgehakte hand. Vertaald door Zsuzsó Pennings. IJzer, Utrecht, 2023. ISBN 9789086842759
- 1946 Bourlinguer. Nederlandse vertaling: Van hot naar her. Vertaald door Z. Pennings. Voltaire, Den Bosch, 2008. ISBN 9789058480804
- 1956 Emmène-moi au bout du monde! Nederlandse vertaling: Neem mij mee tot aan het eind van de wereld. Vertaling door Jef Geeraerts. Manteau, Brussel/Den Haag, 1967.
- 2018 Les Pâques à New York = Pasen in New York, vertaald door Katelijne De Vuyst. Druksel, Gent, 2018

## Links
- Virtual International Authority File (VIAF): 82676625

- Bibsys: 90101163
- Biblioteca Nacional de Chile: 000105886
- Biblioteca Nacional de España: XX824411
- Bibliothèque nationale de France: cb11895739q (data)
- Catàleg d'autoritats de noms i títols de Catalunya: 981058520461206706
- CiNii: DA0068259X
- Digitale Bibliotheek voor de Nederlandse Letteren: cend001
- Gemeinsame Normdatei: 118667653
- Historisch woordenboek van Zwitserland: 016055
- International Standard Name Identifier: 0000 0001 2141 5537
- Library of Congress Control Number: n79139415
- Nationale Bibliotheek van Letland: 000006637
- Base Léonore: 19800035/354/47636
- MusicBrainz: 6558be27-679f-4145-bdec-894041d5106f
- Bibliotheek van het Japanse parlement: 00435595
- Nationale Bibliotheek van Tsjechië: jn19981000463
- Nationale bibliotheek van Australië: 35026792
- Nationale Bibliotheek van Israël: 987007259419105171
- Nationale Bibliotheek van Polen: a0000001178454
- Nationale en Universitaire bibliotheek Zagreb: 000064420
- Nederlandse Thesaurus van Auteursnamen: 068361882
- Réseau des bibliothèques de Suisse occidentale: 02-A000030252
- RKD-Nederlands Instituut voor Kunstgeschiedenis: 434145
- Istituto Centrale per il Catalogo Unico: CFIV103316
- LIBRIS: 236381
- SIKART: 14122834
- SNAC: w6rj4mvb
- Système universitaire de documentation: 026774348
- Trove: 800360
- Union List of Artist Names: 500315639
- Virtual International Authority File: 82676625
- WorldCat: E39PBJkT4746k7vgxDxGBGMgKd